# Seine-Oise-Marnecultuur
De Seine-Oise-Marnecultuur (SOM) was een cultuur in het laat-neolithicum (3100–2000 v.Chr.). De kern bevond zich in het Bekken van Parijs, maar ze had uitlopers tot in het noorden: de vallei van de Maas en de Samber, Vlaanderen en Zuid-Nederland. Ook de Ardennen lagen binnen een uitloper van het SOM-gebied en buiten het trechterbekercultuurgebied (TRB, 3400-2900 v.Chr.).
De Seine-Oise-Marnecultuur ontwikkelde zich uit de Chasseycultuur en kan (minimaal) ca. 2500 v.Chr. gesitueerd worden.
Het graf van Stein (Limburg, Nederland) (ca. 2800 v.Chr.) en de megalieten bij Wéris (ca. 2900 v.Chr.) werden waarschijnlijk gebouwd door de Seine-Oise-Marnecultuur. De Vlaardingencultuur van West-Nederland (3500-2500 v.Chr.) kan gezien worden als een noordelijke uitloper van de SOM-cultuur.

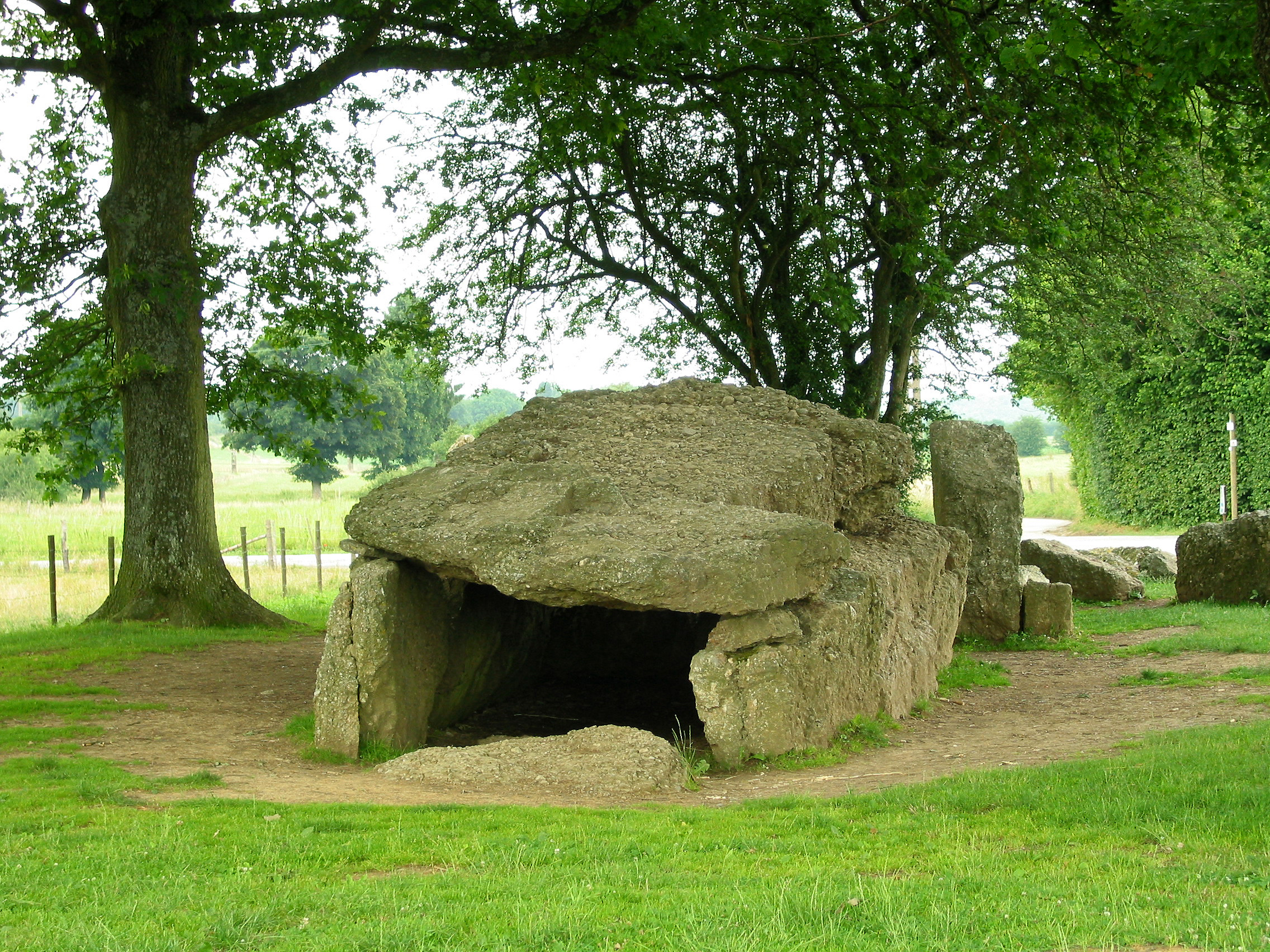
Hunebed van Wéris